# Crosstown Traffic
Singles de The Jimi Hendrix Experience
All Along the Watchtower
(1968) Fire
(1969)
Pistes de Electric Ladyland
Have You Ever Been (To Electric Ladyland) Voodoo Chile
Crosstown Traffic est une chanson de The Jimi Hendrix Experience composée par Jimi Hendrix et enregistrée avec son groupe The Jimi Hendrix Experience. Elle est sortie en single avec "Gypsy Eyes" en face B le 21 novembre 1968 aux États-Unis et le 11 avril 1969 au Royaume-Uni et figure sur le troisième album du groupe, Electric Ladyland, sorti le 25 octobre 1968.

## Histoire
Contrairement à beaucoup de titres de l'album, cet enregistrement comporte le line-up complet de l'Expérience, à savoir Jimi Hendrix, Noel Redding et Mitch Mitchell. Hendrix joue également une sorte de kazoo qu'il a fabriqué avec du papier ciré et un peigne, qu'il a combiné avec sa guitare. Les chœurs sont effectuées par Redding et Dave Mason.
Crosstown Traffic a atteint la 52e place au Billboard Hot 100, et la 37e place au Royaume-Uni.

## Reprises
Il y a eu de nombreuses reprises de la chanson, et notamment : Gil Evans, Charlie Daniels, Hed P.E. de Red Hot Chili Peppers, Living Colour, Matthieu Chedid et a été jouée en concert par d'innombrables autres.
La version originale de la chanson apparaît dans le jeu vidéo Rock Band 3.